# Modřice (hrad)
Hrad Modřice se zřejmě nacházel jižně od kostela svatého Gotharda v Modřicích v okrese Brno-venkov.

## Historie
Modřický hrad nechal snad v první polovině 13. století postavit biskup Robert jako hospodářsko politické centrum modřického panství, které se někdy před rokem 1228 dostalo do majetku olomouckého biskupství. Poprvé je přímo zmiňován v roce 1274, kdy zde sídlili biskupští leníci. Pobývali zde i sami biskupové, právě z Modřic pochází řada jejich listin datovaných do let 1228–1330. V průběhu 14. a 15. století jsou uváděni další modřičtí purkrabí a mani, poslední zmínky o hradu pochází z doby kolem roku 1465. Správa místního biskupského panství sídlila od poloviny 16. století v chrlické tvrzi.
V pramenech se o biskupském sídle v Modřicích hovoří převážně jako o hradu či zámku, označení tvrz je používáno výjimečně.
Hrad se pravděpodobně nacházel v blízkosti kostela na dnešním náměstí Míru, jeho podoba není známá. Část náměstí byla v první polovině 19. století tvořena slepou uličkou, tehdejší oválná parcelace kolem ní naznačuje možný tvar hradu. Při užitkových výkopech na konci 20. století zde archeolog Josef Unger objevil dvě deprese (možný příkop), fragmenty zdiva budovy o šířce jedenáct metrů a předměty datující tyto objevy do poloviny 13. století. Podrobné archeologické průzkumy však nebyly provedeny.